# Niccolò Stenone
Niels Stensen (noto in danese anche come Steensen, chiamato in latino Nicolaus Steno e in italiano Niccolò o Nicola Stenone; Copenaghen, 1º gennaio 1638 – Schwerin, 25 novembre 1686) è stato un naturalista, geologo, anatomista e vescovo cattolico danese.
Per i suoi studi è considerato il padre della geologia e della stratigrafia. Originariamente luterano, si convertì al cattolicesimo e fu ordinato dapprima presbitero e poi vescovo. È venerato come beato dalla Chiesa cattolica.

## Biografia
Nato a Copenaghen nel 1638, qui studiò medicina avendo come precettore il celebre Thomas Bartholin. Negli anni successivi fu ad Amsterdam (dove scoprì il dotto principale della ghiandola parotide, o "dotto di Stenone") e a Leida, dove ebbe come maestri grandi anatomici quali Franciscus Sylvius. Dopo la laurea in medicina nel 1664, Stenone si trasferì a Parigi, ospite di Melchisédech Thévenot, noto mecenate attorno al quale si riunivano alcuni dei più grandi nomi della scienza del tempo.
Nel 1666 si trasferì a Firenze presso la corte del Granduca di Toscana, Ferdinando II de' Medici. La corte dei Medici era allora il punto di incontro di alcuni dei più importanti scienziati del tempo tra cui Vincenzo Viviani, Francesco Redi, Lorenzo Magalotti e Marcello Malpighi. Fu soprattutto con Viviani e Redi che Stenone strinse profondi rapporti di amicizia. È in Toscana (Firenze, ma anche Pisa, Livorno, Carrara, Volterra, isola d'Elba) che Stenone, oltre a proseguire gli studi anatomici, rivolse il suo interesse anche alla geologia e mineralogia. 
A Livorno lo commosse la processione del Corpus Domini il 24 giugno del 1666; fu poi a Firenze che Stenone, di fede luterana, si convertì al cattolicesimo il 2 novembre del 1667. Sempre a Firenze diede alle stampe, nel 1669, il suo De solido intra solidum naturaliter contento dissertationis prodromus, in cui enuncia i principi fondamentali della stratigrafia, per cui è riconosciuto come fondatore della scienza della terra: la geologia.
Dopo un breve ritorno a Copenaghen, Stenone fu richiamato a Firenze da Ferdinando, ma al suo arrivo il Granduca era già morto. Stenone fu comunque accolto assai benignamente dal suo successore Cosimo III. Nel 1672 fu richiamato in Danimarca e nominato regio anatomico, ma vi rimase solo due anni, dopo i quali si spostò nuovamente a Firenze. Nel 1675 venne ordinato sacerdote e celebrò la prima messa nel santuario della SS. Annunziata il 14 aprile; nel 1677 fu nominato vescovo titolare (in partibus infidelium) di Tiziopoli, nell'attuale Turchia, e vicario apostolico della Germania settentrionale, con sede ad Hannover. Come scrive Gould nell'opera citata in bibliografia:
Nel 1680 si spostò ad Amburgo e nel 1685 a Schwerin, dove rinunciò agli incarichi episcopali e visse come semplice sacerdote fino alla morte, avvenuta il 25 novembre 1686. Per volere di Cosimo III la salma fu trasportata a Firenze; solenni esequie gli furono tributate nella Basilica di san Lorenzo il 13 ottobre 1687 e trovò sepoltura nella cripta della chiesa. Nel 1953 la salma fu riesumata e traslata in una cappella a lui dedicata, nel transetto destro della Basilica. Niccolò Stenone è stato beatificato il 23 ottobre 1988 da Giovanni Paolo II. Nella primavera del 2021 la Santa Sede ha proclamato Niccolò Stenone patrono dei geologi italiani, rispondendo alla richiesta del Consiglio Nazionale dei geologi italiani sostenuta dal priore della Basilica di San Lorenzo, mons. Marco Domenico Viola e dal cardinale Giuseppe Betori, arcivescovo di Firenze.
La vita di Niccolò Stenone è caratterizzata dalla grande intensità prima negli studi scientifici, poi nella sua attività pastorale. La sua famosa frase pulchra sunt quae videntur, pulchriora quae sciuntur, longe pulcherrima quae ignorantur ("belle sono le cose che si vedono, più belle quelle che si conoscono, bellissime quelle che si ignorano") potrebbe ben essere presa come esempio di giusta curiosità intellettuale, fondamento per la ricerca scientifica di tutti i tempi.

## Attività scientifica

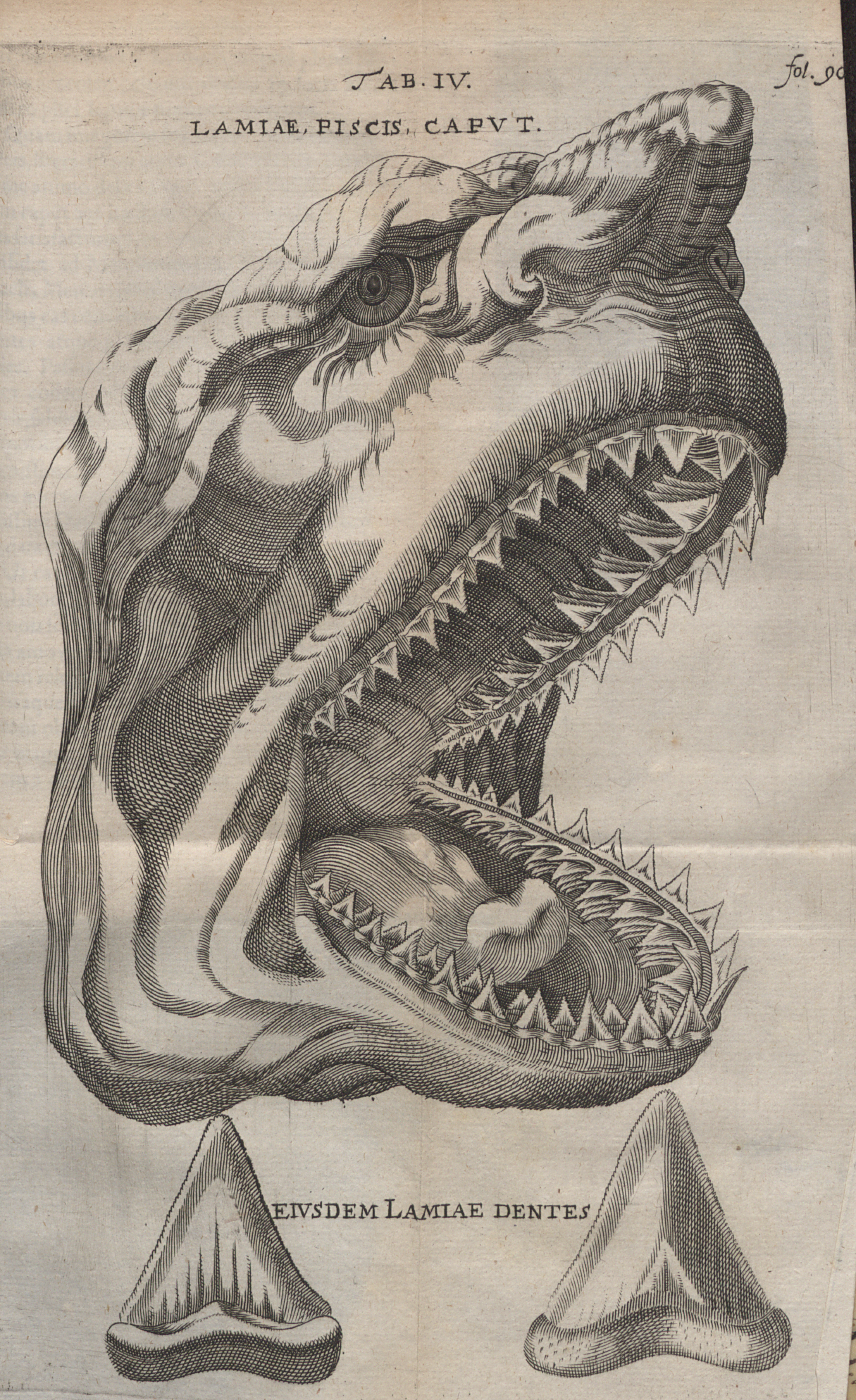
Elementorum myologiae specimen, 1669

Come anatomista Stenone scoprì il dotto parotideo (dotto di Stenone); a lui spetta anche il merito della corretta interpretazione della funzione ghiandolare e della distinzione tra ghiandole secernenti e linfonodi. Dimostrò che il cuore è un muscolo, e non la fonte del calore o la sede dell'anima. Interpretò correttamente le circonvoluzioni cerebrali come sede delle funzioni cognitive superiori, ponendosi in contrasto con le allora dominanti teorie cartesiane. Scoprì la funzione delle ovaie e delle tube uterine.
In campo paleontologico Stenone si pose in un modo sostanzialmente nuovo il problema della classificazione dei fossili, e della ricostruzione della storia geologica in base al modo in cui questi, e altre rocce, sono contenuti all'interno di rocce più grandi; da questa ricerca sistematica prende il titolo il suo De solido (ossia Prodromo a una dissertazione su un solido naturalmente contenuto in un altro solido). All'inizio di quest'opera, Stenone enuncia il suo problema fondamentale:
Il principio fondamentale, posto da Stenone alla base delle sue ricerche, fu quello espresso con la seguente semplice affermazione:
Proprio in base a questo principio Stenone interpreta correttamente la natura dei fossili come resti di animali vissuti precedentemente. Il caso rimasto più famoso è quello da cui egli era effettivamente partito, quello delle glossopetre, identificate come denti di squali. In effetti la pesca di un enorme squalo (circa tredici quintali di peso) da parte di una nave francese nel 1666 fu l'occasione per Stenone di analizzarne la dentatura (la testa del pesce gli fu inviata affinché ne facesse la dissezione) e confrontarne i denti con pietre strane chiamate allora "lingua di pietra", portando alla conclusione che le pietre in questione fossero fossili di denti di squalo (ipotesi già precedentemente avanzata da Guillaume Rondelet, ma sempre trascurata). L'ipotesi di una nascita spontanea di queste "pietre" non convinceva Stenone, che dedicò ben due anni al loro studio, il quale costituì l'oggetto della sua opera forse più famosa, De solido intra solidum naturaliter contento dissertationis prodromus.
Un altro principio introdotto da Stenone fu quello della formazione a stampo. Esso stabilisce che, quando un solido naturale è racchiuso in un altro, è possibile dedurre quale dei due si sia indurito per primo osservando l'impronta dell'uno sull'altro. Si può, ad esempio, dedurre che le conchiglie fossili erano solide prima degli strati che le hanno ricoperte, poiché esse lasciarono l'impronta in questi ultimi. All'opposto, le rocce circostanti erano solide prima delle vene di calcite che corrono al loro interno, poiché esse riempiono interstizi. Sulla base di questi principi Stenone riuscì a fornire una scala cronologica relativa di una parte non indifferente di popolazione di rocce e fossili. Per quanto essi sembrino oggi semplici, è importante comprendere che l'adozione sistematica che di essi mise in pratica Stenone portava a conclusioni in grado di rivoluzionare le idee sulla formazione e l'evoluzione della Terra. Basti pensare a quanto è lontana dall'intuizione la presenza di denti di pesci all'interno di rocce, o di fossili marini in alta montagna. In entrambi i casi si giunge a conclusioni di portata assoluta, ossia che sono esistiti moltissimi animali vissuti prima della formazione delle attuali rocce e che i mari, i fiumi e i laghi possono cambiare posizione nel tempo.
Stenone enunciò anche, di sfuggita, la prima legge della cristallografia, ovvero il fatto che gli angoli diedri di cristalli dello stesso tipo sono indipendenti dalle dimensioni assolute dei cristalli stessi.

## Genealogia episcopale
La genealogia episcopale è:
- Cardinale Guillaume d'Estouteville, O.S.B.Clun.
- Papa Sisto IV
- Papa Giulio II
- Cardinale Raffaele Riario
- Papa Leone X
- Papa Paolo III
- Cardinale Francesco Pisani
- Cardinale Alfonso Gesualdo
- Papa Clemente VIII
- Cardinale Pietro Aldobrandini
- Cardinale Laudivio Zacchia
- Cardinale Antonio Barberini, O.F.M.Cap.
- Cardinale Marcantonio Bragadin
- Cardinale Gregorio Barbarigo
- Vescovo Niccolò Stenone

## Opere

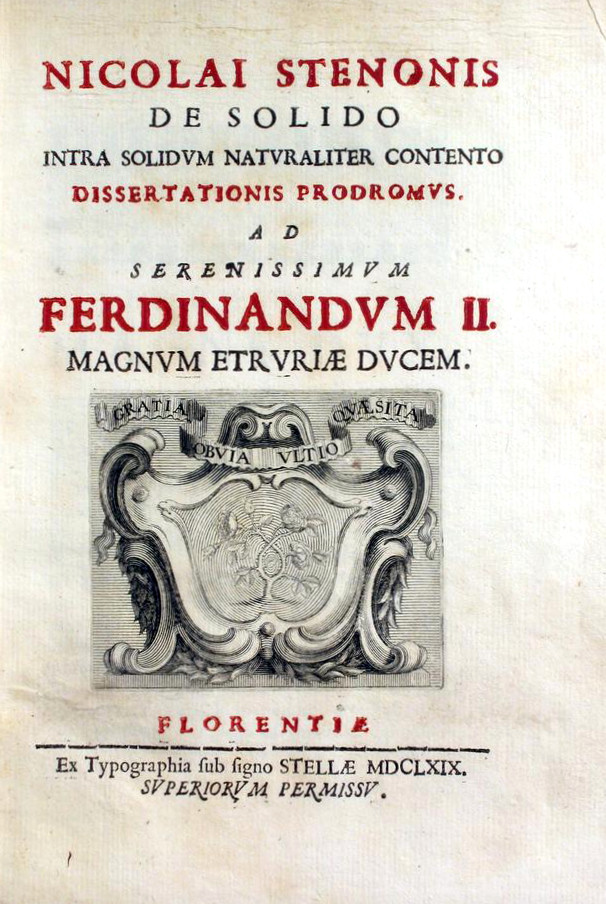
Prima edizione del De solido.

- De Musculis et Glandulis Observationum Specimen (1664).
- Elementorum Myologiae Specimen (1667).
- Discours sul l'anatomie du cerveau (1669).
- De solido intra solidum naturaliter contento dissertationis prodromus (1669).
- Nicolai Stenonis ad novae philosophiae reformatorem de vera philosophia epistola, Florentiae, 1675 (lettera a Spinoza)